# Tim Leibold
Tim Leibold (Böblingen, Alemania, 30 de noviembre de 1993) es un futbolista alemán que juega en la posición de defensa para el Sporting Kansas City de la Major League Soccer.

## Trayectoria
Ficha en 2019 por el Hamburgo S. V.

## Clubes
| Club                 | País           | Año       |
| -------------------- | -------------- | --------- |
| SGV Freiberg         | Alemania       | 2011-2013 |
| VfB Stuttgart II     | Alemania       | 2013-2015 |
| 1. F. C. Núremberg   | Alemania       | 2015-2019 |
| Hamburgo S. V.       | Alemania       | 2019-2023 |
| Sporting Kansas City | Estados Unidos | 2023-     |